# Шелта
Шелта, ґаммон, кант — змішана мова ірландських мандрівників (пейві), поширена насамперед в Ірландії та Великій Британії. Знана також як Де Ґаммон (самоназва). Також пейві використовують її як криптолект (секретна мова), щоб запобігти розумінню їхньої розмови сторонніми людьми. Нині досить важко встановити точну кількість мовців шелта, але за даними Ethnologue 6 тис. осіб говорять нею в Ірландії, 30 тис. у Великій Британії та 50 тис. у США.
Лінгвістично шелта на сьогодні класифікують як змішану мову, яка походить від мови ірландських мандрівників, які початково говорили ірландською. Пізніше серед общини поширився білінгвізм, результатом якого стала мова, яка базувалась на гіберно-англійській зі значним ірландським впливом. Різні говори шелти мають різні ступені англізації та через те досить важко дослідити рівень ірландського субстрату.

## Назва та етимологія
Мова відома під різними іменами. Люди поза громадою ірландських мандрівників називають мову «кант» (Cant), етимологія назви викликає дебати. Носії мови називають її «кант», «ґаммон» або «таррі». Більшість лінгвістів вважає найбільш вживаною назвою «шелта».

### Етимологія
Слово «шелта» вперше зустрічається у 1882 в книзі «Цигани» романолога Чарльза Леланда, який заявив, що знайшов «п'яту кельтську мову». Етимологія слова довгий час викликала дебати: Сучасні кельтологи пов'язують його з ірландськими siúl [ʃuːlʲ] «гуляти», інші з siúltóir [ʃuːlˠt̪ˠoːrʲ] «гуляка» або з формою герундія siúladh (an lucht siúlta [ənˠ lˠuxt̪ ʃuːlˠt̪ˠə], «люди, що гуляють»,, традиційним ірландським терміном для «мандрівників».

## Походження та історія
Лінгвісти фіксують мову шелта з 1870-х років. Перші роботи на цю тему написав в 1880 та 1882 роках Чарльз Леланд. Експерт із кельтських мов Куно Мейєр і з циганських мов Джон Семпсон заявили, що мова з'явилась не пізніше 13 століття.
До поширення білінгвізму в Ірландії та Шотландії мандрівники (пейві) були ірландомовними. Після поширення гіберно-англійської в Ірландії та скотсу в Шотландії відбувається креолізація мови ірландських мандрівників (ірландська, гіберно-англійська, циганська). Мову, що з'явилась внаслідок креолізації, зараз називають «стара шелта», для неї ще були характерні не англійські синтаксис та морфологія, чого не бачимо в сучасній мові шелта.
З появою діаспор ірландських мандрівників, з'явились різні гілки мови шелта. Англійська шелта продовжує англізуватися, в той час, як в американському варіанті мови цей процес вже завершений.

## Лінвістична характеристика
Соціолог Шарон Гмельх так описує мову мандрівників:
«Ірландські мандрівники використовують секретний діалект, знаний як ґаммон. Воно використовується, насамперед, для того, щоб приховати сенс розмови від сторонніх осіб, особливо під час ведення бізнесу та в присутності поліції. При спілкуванні ґаммоном висловлюються короткими фразами та розмовляють так швидко, що не-мандрівник може зробити висновок, що слова просто були видумані. Більшість слів сформовані на основі ірландських за допомогою чотирьох технік: реверсування, метатеза, афіксація та заміна. У першому випадку, ірландське слово реверсується напр: «mac» - син, стало «kam» в ґаммоні. У другому, приголосні або скупчення приголосних переносяться. У третьому, звук або кластер звуків додається у формі афікса до ірландського слова. Найчастіше префіксами виступають «s», «gr» та «g». Наприклад, «obair» - робота, стало «gruber» в ґаммоні. Нарешті, в багатьох словах в ґаммоні були замінені випадкові приголосні або скупчення приголосних ірландського слова. Протягом років, сучасний сленг також вбирав в себе слова циганської мови. Граматика та синтаксис англійські. Перший словник зібраний в ірландських мандрівників опублікований у 1808 році, визначає появу ґаммону принаймні 18 століттям. Але ще раніше кельтські вчені, які досліджували мову, включно з Куно Мейєром, зазначають, що вона набагато старша.»
Взаєморозуміння між мовою шелта та ірландською або англійською відсутнє.
Також включає в себе слова циганського походження. Наприклад: «gadje» — не мандрівник (циганське «гаджо» — не циганський), «kushti» — хороший. Загалом 10 % лексики шелти має циганське походження.

### Граматика
Граматика мови часто збігається з граматикою гіберно-англійської. Наприклад:
| Шелта                    | Англійська                |
| ------------------------ | ------------------------- |
| De Golya nacked de greid | The child stole the money |
| Krosh into de rog        | Get into the car          |
| De Feen                  | The man                   |
| De Byor                  | The Woman                 |
| Sooblik                  | Boy                       |
| Lackin                   | Girl                      |
| Solk/Bug                 | Take                      |
| Bug                      | Go/Give/Get               |
| Krosh                    | Go/Come                   |
| Gloke/Gratch/Oagle/Dashe | Look/See/Watch            |

### Фонетика
|                                         | Голосний переднього ряду | Ненапружений голосний переднього ряду | Голосний середнього ряду | Голосний заднього ряду |
| --------------------------------------- | ------------------------ | ------------------------------------- | ------------------------ | ---------------------- |
| Голосний високого підняття              | i                        |                                       |                          | u                      |
| Ненапружений голосний високого підняття |                          | ɪ                                     |                          |                        |
| Голосний високо-середнього підняття     | e                        |                                       |                          | o                      |
| Голосний середнього підняття            |                          |                                       | ə                        |                        |
| Голосний низько-середнього підняття     | ɛ                        |                                       |                          | ɔ                      |
| Ненапружений голосний низького підняття | æ                        |                                       |                          |                        |
| Голосний низького підняття              |                          |                                       |                          | ɑ ɒ                    |

### Орфографія
Єдиний стандарт орфографії в мові відсутній. Шелту можна записувати як правилами англійської, так і ірландської мови.

## Порівняння тексту
| Шелта (стара)                            | Шелта (сучасна)                                                              | Англійська мова                               | Ірландська мова                          |
| ---------------------------------------- | ---------------------------------------------------------------------------- | --------------------------------------------- | ---------------------------------------- |
| Mwilsha's gater, swart a manyath,        | Our gathra, who cradgies in the manyak-norch,                                | Our Father, who art in heaven,                | Ár n-Athair atá ar neamh,                |
| Manyi graw a kradji dilsha's manik.      | We turry kerrath about your moniker.                                         | Hallowed be thy name.                         | Go naofar d'ainm,                        |
| Graw bi greydid, sheydi laadu            | Let's turry to the norch where your jeel cradgies,                           | Thy kingdom come, Thy will be done,           | Go dtaga do ríocht, Go ndéantar do thoil |
| Az aswart in manyath.                    | And let your jeel shans get greydied nosher same as it is where you cradgie. | On earth as it is in heaven.                  | ar an talamh, mar a dhéantar ar neamh.   |
| Bag mwilsha talosk minyart goshta dura.  | Bug us eynik to lush this thullis,                                           | Give us today our daily bread.                | Ár n-arán laethúil tabhair dúinn inniú,  |
| Geychel aur shaaku areyk mwilsha         | And turri us you're nijesh sharrig for the eyniks we greydied                | And forgive us our trespasses,                | Agus maith dúinn ár bhfiacha             |
| Geychas needjas greydi gyamyath mwilsha. | Just like we ain't sharrig at the needies that greydi the same to us.        | As we forgive those who trespass against us.  | Mar a mhaithimid ár bhfiachóirí féin     |
| Nijesh solk mwil start gyamyath,         | Nijesh let us soonie eyniks that'll make us greydi gammy eyniks,             | And lead us not into temptation,              | Is ná lig sinn i gcathú                  |
| Bat bog mwilsha ahim gyamyath.           | But solk us away from the taddy.                                             | but deliver us from evil.                     | ach saor sinn ó olc.                     |
| Diyil the sridag, taajirath an manyath   |                                                                              | Yours is the kingdom, the power and the glory |                                          |
| Gradum a gradum.                         |                                                                              | For ever and ever                             |                                          |
|                                          |                                                                              | Amen.                                         | Amen.                                    |

## Вплив
У середині 19 століття в англійській мові часто вживалось слово «bloke» — чоловік, запозичене з шелти.